# Bataille de Martorell
Guerre de Trente Ans
Batailles
La bataille de Martorell est un des épisodes de la guerre des faucheurs qui s'est déroulé du 20 au 23 janvier 1641 et qui s'est soldé par une victoire des troupes espagnoles.

## La bataille
Pedro Fajardo de Zúñiga y Requesens, Marquis de los Vélez, a envoyé un important contingent de troupes le 20 janvier par Gelida et Castellví de Rosanes, qui devaient couper la possible retraite par la rive droite du Llobregat des Catalans. Mais ces troupes ont été repoussées par les miquelets commandés par Dídac de Vergós.
Le 21, le gros de l'armée castillane avec l'infanterie, dirigée par le marquis de San Jorge, est arrivé au Llobregat, provoquant la retraite des Catalans de Martorell, qui ont traversé le pont du Diable, tout en étant couverts par l'artillerie française, pour ne pas être isolés. Les Castillans sont entrés dans la ville, provoquant un nouveau massacre. Le bayle lui-même de Martorell a été assassiné quand, revêtu des insignes de sa charge, il a essayé d'éviter le saccage. Selon ce qui paraît, le Marquis de Los Vélez considérait les Martorellencs doublement traitres, au Roi et à lui-même, car Martorell était une ville relevant de sa Seigneurie. Quand la cavalerie castillane dirigée par le marquis de Torrecuso a traversé le Llobregat, les Catalans et les Français ont dû se retirer à Barcelone.

## Conséquences
La déroute de Martorell, avec la présence de l'armée espagnole aux portes de Barcelone, a poussé les Catalans à proclamer Louis XIII Comte de Barcelone le 23 janvier, lequel a envoyé une armée en Catalogne pour soutenir ses nouveaux sujets, armée qui allait mettre en déroute l'armée commandée par le Marquis de los Vélez, quelques jours plus tard, le 26 janvier, lors de la bataille de Montjuïc, à Barcelone.